# Sporminore
Sporminore é uma comuna italiana da região do Trentino-Alto Ádige, província de Trento, com cerca de 693 habitantes. Estende-se por uma área de 17 km², tendo uma densidade populacional de 41 hab/km². Faz divisa com Campodenno, Spormaggiore e Ton.